# دانا براون
دانا براون (بالإنجليزية: Dana Brown)‏ هو كاتب سيناريو ومخرج أمريكي، ولد في 11 ديسمبر 1959.

## وصلات خارجية
- دانا براون على موقع EncyclopediaOfSurfing.com (الإنجليزية)
- دانا براون على موقع IMDb (الإنجليزية)
- دانا براون على موقع قاعدة بيانات الفيلم (الإنجليزية)